# Tai-Pan (Roman)
Tai-Pan ist ein Roman von James Clavell aus dem Jahr 1966 über europäische und amerikanische Händler, die 1842 nach dem Ende des Ersten Opiumkrieges nach Hongkong ziehen. Es ist der zweite Roman in Clavells Asian-Saga und der erste, in dem die fiktive Familie Struan vorkommt.

## Zusammenfassung der Handlung
Der Roman beginnt nach dem britischen Sieg im ersten Opiumkrieg und der Einnahme Hongkongs. Obwohl die Insel größtenteils unbewohnt und das Gelände unfreundlich ist, verfügt sie über einen großen natürlichen Hafen, von dem sowohl die britische Regierung als auch verschiedene Handelsunternehmen glauben, dass er für den Import von Waren für den Handel auf dem chinesischen Festland, einem äußerst lukrativen Markt, nützlich sein wird.
Im Mittelpunkt der Geschichte stehen Dirk Struan und Tyler Brock, ehemalige Schiffskameraden und Besitzer zweier großer Handelsunternehmen. Ihr schwieriges und oft missbräuchliches Verhältnis als Seeleute löste starke Spannungen aus. Im Laufe des Romans versuchen beide Männer, sich in geschäftlichen und persönlichen Angelegenheiten gegenseitig zu zerstören. Struan wird im gesamten Roman als „Tai-Pan“ bezeichnet, was auf seine Position als Chef von Struan & Company hinweist, dem größten privaten Handelsunternehmen im Asien des 19. Jahrhunderts. Clavell übersetzt Tai-Pan als „Oberster Anführer“.
Im Jahr 1805, im Alter von sieben Jahren, begann Dirk Struan seine nautischen Abenteuer als Pulveraffe auf einem Königsschiff in der Schlacht von Trafalgar und bleibt ein Leben lang an das Meer gebunden. Ende dieses Jahres fand er Dienst auf dem Handelsschiff Vagrant Star der East India Company nach China. Unter dem Kommando von Tyler Brock, dem dritten Steuermann und zukünftigen Erzfeind, wurde Dirk Struan gnadenlos ausgepeitscht. Dirk Struan schwor, Brock eines Tages zu zerstören. Später dominierten Dirk Struan und Tyler Brock den Opiumhandel.
In einer schicksalhaften Nacht im Jahr 1812 lief die Vagrant Star in der Straße von Malakka auf ein Riff und sank. Im Alter von vierzehn Jahren schwamm Struan an Land und gelangte nach Singapur. Später entdeckte Dirk Struan, dass auch Tyler Brock überlebte.
Im Jahr 1822 war Dirk Struan Kapitän und Eigner seines eigenen Schiffes auf der Opiumjagd. Tyler Brock war sein größter Rivale. Auch in diesem Jahr heiratete Dirk Struan Ronalda in Schottland, reiste aber sofort nach Macau.
Im Jahr 1824 wurde Culum Struan geboren. Er war der Sohn von Dirk Struan und Ronalda. Kurz nach seiner Geburt wurden Ronalda und Culum nach Glasgow geschickt. Ronalda würde niemals nach China zurückkehren. Ebenfalls in diesem Jahr wurde Gordon Chen geboren. Er war der uneheliche Sohn von Dirk Struan und seiner Geliebten Chen Kai Sung.
Im Jahr 1826 beschloss die Britische Ostindien-Kompanie, an Struan und Brock ein Exempel zu statuieren. Das Unternehmen entzog ihnen die Lizenz und die beiden Männer waren finanziell am Ende. Brock blieb mit seinem Schiff zurück, Struan mit nichts. Brock schloss eine geheime Vereinbarung mit einem anderen Opiumhändler. Dirk Struan hat Piraten in Macau eine Lorcha gestohlen. Er wurde zum heimlichen Opiumschmuggler für andere chinesische Händler. Er beschlagnahmte unerbittlich weitere Piratenschiffe. Er nutzte sie, um gefährliche illegale Opiumlieferungen entlang der chinesischen Küste durchzuführen, und machte dadurch noch größere Gewinne.
Im Jahr 1834 gelang es den Befürwortern einer Freihandelsreform, das Monopol der Britischen Ostindien-Kompanie gemäß dem Charter Act von 1833 zu beenden. Schließlich öffnete sich der britische Handel für Privatunternehmer. Mit der Freiheit, legal Handel zu treiben, wurden Dirk Struan und Tyler Brock Handelsfürsten. Ihre bewaffneten Flotten vergrößerten sich und erbitterte Rivalität verschärfte ihre Feindschaft noch mehr.
Im Jahr 1837 sorgte Jin-kwa dafür, dass May-May, seine Lieblingsenkelin, Dirk Struans Geliebte wurde. Ihr wurde heimlich die Aufgabe übertragen, „dem grünäugigen Teufel“ Struan „zivilisierte“ (chinesische) Wege beizubringen.
Im Jahr 1838 galt Dirk Struan als der Tai-Pan aller Tai-Pan. Struan & Company wurde als Noble House (Adelshaus) anerkannt. Zu den Geschäftsanliegen des Noble House gehörten der Opiumschmuggel von Indien nach China, der Handel mit Gewürzen und Zucker von den Philippinen, der Import von chinesischem Tee und Seide nach England, die Abwicklung von Frachtpapieren, Frachtversicherungen, die Anmietung von Werftanlagen und Lagerflächen, Handelsfinanzierung und anderes zahlreiche Geschäfts- und Handelszweige. Das Unternehmen besaß neunzehn interkontinentale Klipperschiffe. Ein enger Rivale, Brock & Sons Trading Company, besaß dreizehn. Darüber hinaus verfügte Struan & Company über Hunderte kleiner Schiffe und Lorchas für den Schmuggel flussaufwärts an der Küste.
Im Jahr 1839 entwickelte sich Gordon Chen zu einem bemerkenswert intelligenten und sehr geschickten Geschäftsmann. Er sehnte sich jedoch nach der Anerkennung seines leiblichen Vaters Dirk Struan. Um dies zu erreichen, beschloss er, für Dirk Struan und das Noble House unverzichtbar zu werden.
Die im Roman beschriebenen Ereignisse finden von Januar bis Juli 1841 statt.
Das Noble House stand am Rande des finanziellen Zusammenbruchs und stand kurz vor der Zerstörung durch seinen Rivalen Tyler Brock. In seiner Verzweiflung und auf Drängen von Mary Sinclair wandte sich Dirk Struan an Jin kwa. Als Gegenleistung für eine Reihe von Gefälligkeiten und Versprechen erhielt Dirk Struan von Jin-kwa ein Darlehen in Höhe von 4 Millionen in Silberbarren (ca. 1 Million Pfund).
Im ersten Teil der Vereinbarung stimmte Struan bestimmten Handelszugeständnissen zu. Im zweiten Teil der Vereinbarung stimmte Struan zu, dass ein Mitglied der Familie Chen für immer Komprador des Noble House sein würde. Im dritten Teil der Vereinbarung stimmte Struan zu, Jin-kwa ein großes Grundstück in Hongkong zu verkaufen, wobei die Urkunde auf den Namen Gordon Chen lauten sollte.
Im vierten Teil der Vereinbarung stimmte Struan der „Münzschuld“ zu. Vier Bronzemünzen waren unregelmäßig in zwei Hälften geteilt, jede Münze unterschied sich von den anderen drei. Vier Hälften gingen an Dirk Struan und die anderen vier Hälften wurden von Jin-kwa behalten. Jedem, der dem Tai-Pan eine halbe Münze überreichte, muss alles gewährt werden, was er verlangte, ob legal oder illegal. Alle zukünftigen Tai-Pan müssen schwören, diese Vereinbarung einzuhalten. Dies diente als Rückzahlung für den Silberkredit.
Tess Brock und Culum Struan verliebten sich und heirateten und die beiden verurteilten den Hass ihrer Väter aufeinander.
Aufgrund der Vereinbarung zwischen Dirk Struan und Jin-kwa verwaltete Gordon Chen die finanziellen Interessen von Jin-kwa in Hongkong und investierte in Grundstücke und Kredite. Gordon Chen übernahm die Führung der Hongkonger Triade. Teils dank der Unterstützung seines Vaters und teils aufgrund der Schutzgelderpressung wurde Gordon Chen schnell zum reichsten Chinesen in Hongkong. Gordon Chen verheimlichte diese Informationen vor seinem Vater. Als sein Status als Drachenkopf der Triade bekannt wurde, war seine Position fast ruiniert. Glücklicherweise wurden Fakten als Lügen abgetan. Allerdings war Dirk Struan nicht ganz überzeugt.
Als Teil seiner Bemühungen, seinen Vater zu schützen, arrangierte Gordon Chen die Ermordung von Gorth Brock und suchte nach einem Heilmittel für May-Mays Malaria. Die erste halbe Münze von Jin-kwa wurde Dirk Struan vom Piratenkriegsherrn Wu Fang Choi überreicht.
Am 21. Juli 1841 wurde Dirk Struan in einem Taifun getötet, bevor er seinen Eid erfüllen konnte, Brock zu zerstören. Culum Struan wurde der zweite Tai-Pan des Noble House. Gordon Chen begann, Spione auf den Schiffen von Struan & Company zu stationieren. Gordon Chen zog Duncan und Kate Struan auf, die Kinder von Dirk Struan und May–May.
Die Feindschaft zwischen Struan und Brock ist ein herausragendes Thema in Clavells asiatischer Saga. Dirk Struan und Tyler Brock hinterließen viele Kinder, eheliche und uneheliche, die die Rolle ihrer jeweiligen Väter übernehmen und den Kampf fortsetzen. Damit beginnt ein Teufelskreis, der viele Jahre andauert.

## Liste der Charaktere
Weitere bedeutende Charaktere im Buch:
- Culum Struan – Dirk Struans Sohn und zukünftiger Tai-Pan
- Robb Struan – Dirk Struans Halbbruder und Geschäftspartner
- William Longstaff – erster Gouverneur von Hong Kong
- Jeff Cooper – amerikanischer Händler und geheimer Geschäftspartner vom Noble House
- Wilf Tillman – amerikanischer Händler und Partner von Jeff Cooper. Befürworter der Sklaverei.
- Archduke Zergeyev – russischer Diplomat und Spion, der den britischen Einfluss in Hongkong abschätzen soll
- Jin-kwa – chinesischer Tee- und Opiumhändler. Er lieh Dirk Struan 4 Millionen in Siberbrarren (etwa eine Million Pfund Sterling), damit Struan sich aus seiner Schuld gegenüber Tyler Brock freikaufen konnte. Er ist der Erfinder der „Münzschuld“. Vier Bronzemünzen teilt Jin-kwa dafür in unregelmäßige Hälften. Kreditnehmer Struan erhält vier der halben Münzen. Jedermann, der eine zweite Münzhälfte vorlegt, muss von Struan vorbehaltlos unterstützt werden. (Diese Schuld wird auch im Roman Noble House und der gleichnamigen Fernsehserie eine Rolle spielen).
- May-May – Dirk Struans chinesische Geliebte, Enkeltochter von Jin-kwa. Sie wurde beauftragt, Dirk Struan im chinesischen Leben zu unterrichten.
- Liza Brock – Tyler Brocks Frau und Tess Brocks Mutter
- Aristotle Quance – Maler und Lebemann, der immer hoch verschuldet ist. Die Familie Struan besitzt mehrere seiner Gemälde.
- Captain Orlov – norwegischer Kapitän eines Opiumschmugglers von Dirk Struan.
- Morley Skinner – Herausgeber der Inselzeitung, eingeweiht in Geheimnisse, die Dirk Struan ihm verrät, um seine Rivalen aus dem Gleichgewicht zu bringen
- Gordon Chen – Dirk Struans eurasischer Sohn von einer chinesischen Geliebten und heimliches Oberhaupt der ersten Hongkonger Triade
- Tess Brock – Tochter von Tyler Brock und Tess Brock und spätere Frau von Culum Struan. Auch als Hag Struan in späteren Romanen bekannt.
- Captain Glessing – ehemaliger Schiffskapitän der Royal Navy und Hafenmeister. Hat eine Halbinsel, die nach ihm benannt ist. Verliert durch den Taifun einen Arm.
- Wolfgang Mauss – rebellischer Priester und Leher von Gordon Chen
- Roger Blore – Glücksspieler, unternimmt eine beispiellose Reise in Rekordzeit nach Hongkong und wird später Besitzer des Pferderennclubs von Dirk Struan
- Captain Scragger – Pirat und Unterhändler für Wu Fang Choi, den Piratenkönig. Scraggers Familienlinie wird in den folgenden Büchern mehrmals erwähnt.
- Wu Fang Choi – Piratenkönig und heimlicher Partner von Jin-kwa, da das Gold für den Deal von ihm stammte.

## Hintergrund
Clavell hatte einen Roman geschrieben, den autobiografischen Rattenkönig. Er wurde herausgefordert, ein zweites Buch zu schreiben, weil „das die Männer von den Jungen trennt“. Er sagte, er wolle ein Buch schreiben, das für Hongkong das tut, was James A. Micheners Hawaii für diesen Staat getan hat. „Das Geld für den Filmverkauf von Rattenkönig gab mir das verdammte Geld, das ich brauchte, um Tai Pan zu schreiben“, sagte Clavell.
Nachdem er 1962 mit Benson Fong Hongkong besucht hatte, kehrte Clavell 1963 mit seiner Familie für ein Jahr zurück. Er sagte, er habe fünf Fehlstarts, 241 Tage für das Schreiben eines ersten Entwurfs und 12 Wochen für den zweiten benötigt. Clavell wollte ursprünglich, dass der Roman von der Gründung Hongkongs bis in die Gegenwart reicht, beschloss jedoch beim Schreiben, den Roman mit dem Tod des ersten Tai-Pan zu beenden. Er hat so viel recherchiert, dass ihm die Idee kam, eine Trilogie zu schreiben; Insbesondere schrieb er später einen Roman, der 1963 in Hongkong spielt: Noble House.
German Gollob war Clavells Herausgeber.

## Rezeption
Das Buch wurde sofort ein Bestseller und die Filmrechte wurden für 500.000 US-Dollar an Metro-Goldwyn-Mayer und Filmways verkauft (Obwohl es zwei Jahrzehnte dauern würde, bis der Film gedreht wurde). Bis 1976 wurden über eineinhalb Millionen Exemplare des Romans als Taschenbuch verkauft.
The New York Times schrieb, das Buch sei nicht ganz so herausragend wie Rattenkönig, aber es war „fast ein Archetyp des reinen Geschichtenerzählens … zweifellos großartige Unterhaltung … Scharen von Lesern werden in Tai Pan schwelgen.“